# 朱彝尊

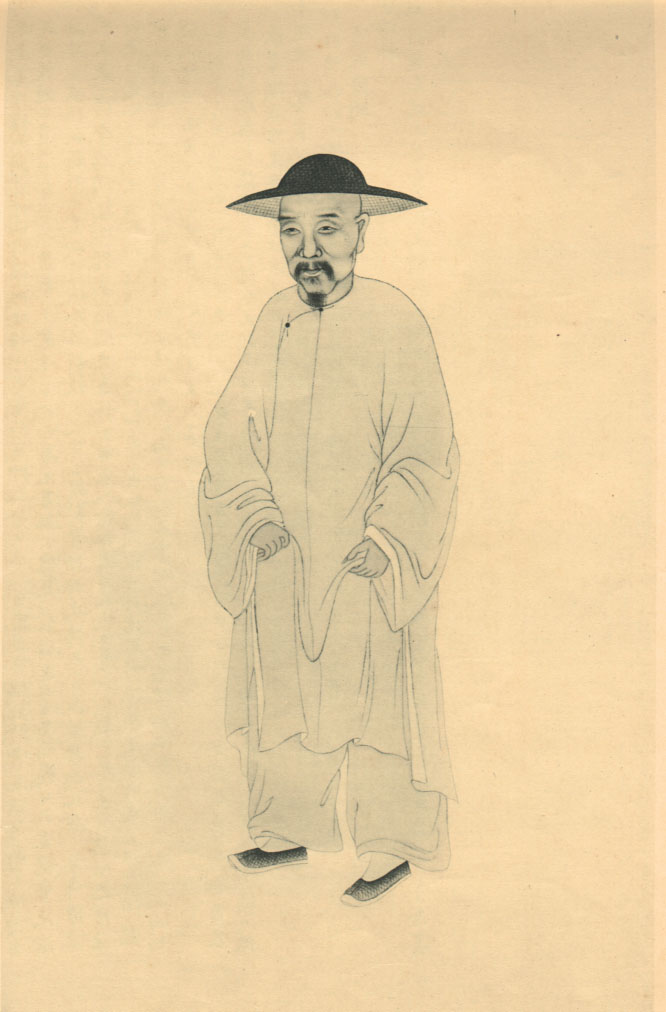
《清代學者象傳》第一集之朱彜尊

朱彝尊（1629年10月7日—1709年11月14日），字锡鬯，号竹垞，又号醧舫、小长芦钓鱼师、金风亭长，浙江嘉兴人，祖籍江蘇吳江，明末清初政治人物，诗人、词人、经学家。

## 生平
明崇禎二年（1629年），八月二十一日生。十七岁时，因家贫入赘归安县教谕冯镇鼎家。與妻冯福贞之妹冯寿常（字静志）渐生感情。《静志居琴趣》是寫這段苦恋之作。彝尊讀書過目成誦，博通经史，擅长诗词，为浙西词派的创始者，又精於金石考證之學。诗与王士禛齐名。
明亡後曾參與復明之舉。顺治十三年（1656年）海宁人杨雍建聘朱彝尊为西席，教授其子杨中讷。康熙元年（1662年）爆發通海案，朱彝尊避禍於浙江永嘉，奔走於山西、河北、山東一帶。
康熙十三年（1674年）冬，朱彝尊客居潞河（今北京郊区），館於龚隹育幕府。
康熙十六年，龔隹育升官江寧布政使，朱彝尊随之转客居江宁。
康熙十七年舉博學鴻詞，授翰林院檢討，入直南书房。
康熙二十三年（1684年）一月，因携带楷书手私入禁中抄录四方所进图书，为掌院学士牛钮所劾，降级谪官。後數年，康熙駕巡河上，至江浙，賜其御書“研經博物”四字。
康熙四十八年（1709年），十月十三日子夜卒，年八十一。
曾與修《明史》。藏书八万卷。《清史稿·朱彝尊傳》稱：“當時王士禎工詩；汪琬工文；毛奇齡工考據；獨彝尊兼有眾長。”

## 家族
先世江蘇吳江人，明景泰四年（1453年）遷居浙江嘉興府秀水縣。高祖朱國祚，字兆隆，號養淳，為明萬曆癸未科狀元。

## 著述
有《經義考》（生前刊行一百六十七卷，後人補刻為三百卷）、《日下舊聞》四十二卷、《明詩綜》一百卷、《詞綜》三十八卷、《明词综》十二卷（书未成而卒，后由王昶整理刊刻）、《曝书亭集》八十卷等。

## 遺跡

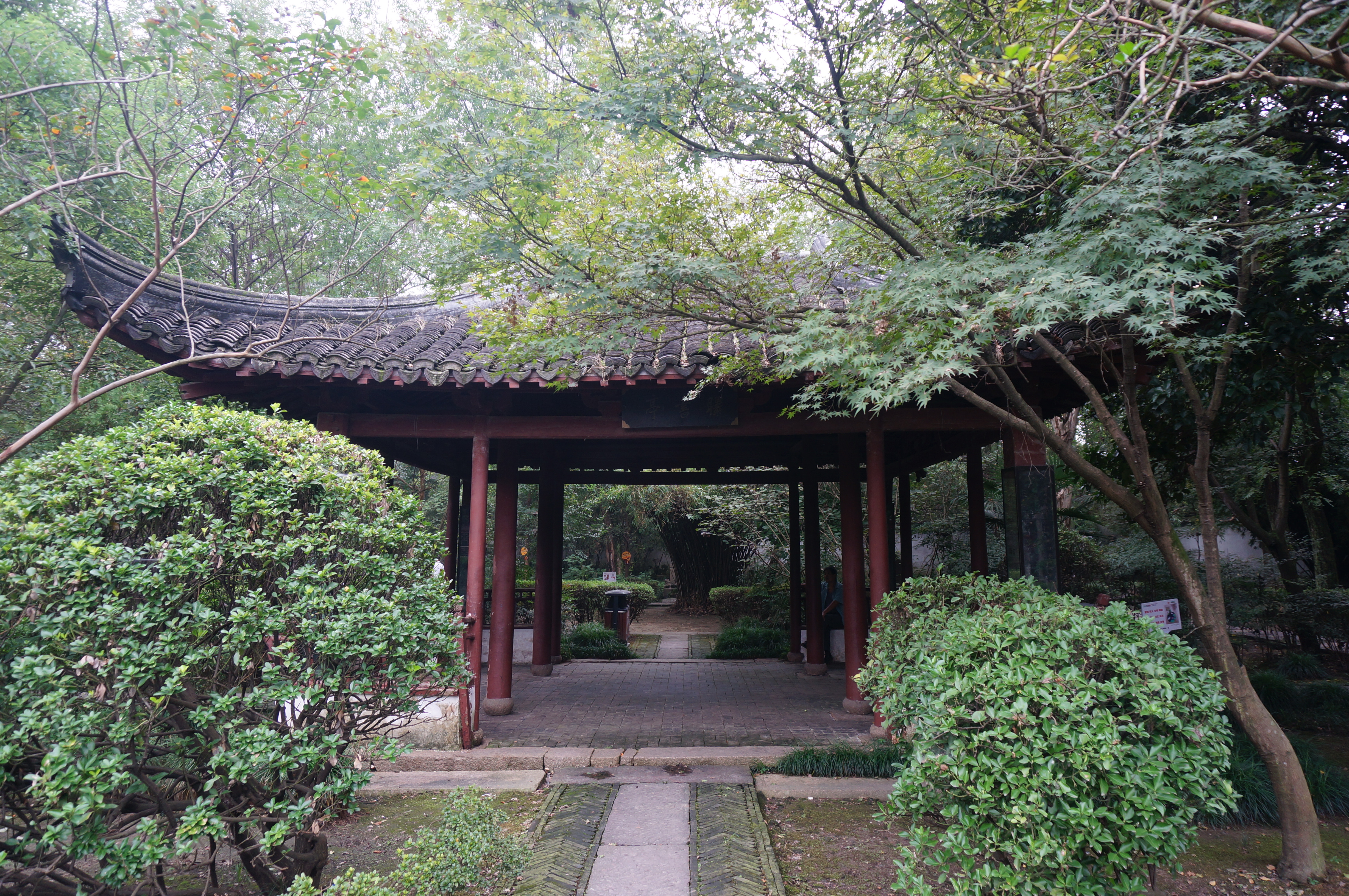
嘉兴曝书亭

朱彝尊在京師的故居位于宣武门外大街东侧海柏胡同6号。居所中原有一小亭，湖石侧卧，古藤斜倚，春有花香，夏覆绿荫，名“曝书亭”，又名“古藤书屋”。后顺德会馆。
另一座朱彝尊故居（曝书亭）位于浙江省嘉兴市郊区王店镇广平路南端，原名“竹垞”，为朱氏别业，曝书亭原是竹垞内的一座建筑物，因朱彝尊著作《曝书亭集》称名于世，后人遂以曝书亭作为园林名，现为浙江省文物保护单位。

### 引用
1. ↑  冒广生《小三吾亭词话》云：“世传竹诧《风怀二百韵》为其妻妹作，其实《静志居琴趣》一卷，皆《风怀》注脚也。”
2. ↑  朱彝尊《鸳鸯湖棹歌》自序言：“甲寅岁暮，旅食潞河，言归未遂，爰忆土风，成绝句百首。语无诠次，以其多言舟楫之事，题曰‘鸳鸯湖棹歌’，聊比竹枝、浪淘沙之调。冀同里诸君子见而和之云尔。”
3. ↑  陸隴其：“朱錫鬯，朝廷屢問及，于薦舉諸人中，最為赫然。”見〔清〕陸隴其：《三魚堂日記》（臺北：臺灣商務印書館，1965 年），卷上，頁38。
4. ↑  《国朝耆献类征初编》卷一一八：“先生直史馆日，私以楷书手王纶自随，录四方经进书。牛钮劾其漏泄，吏议镌一级，时人谓之‘美贬’。”朱彝尊《严君（绳孙）墓志铭》：“二十二年春，予又入直南书房，赐居黄瓦门左。用是以资格自高者，合外内交构；逾年，予遂挂名学士牛钮弹事。”
5. ↑  《曝书亭著录序》中说：“拥书八万卷，足以豪矣！”查慎行《敬业堂诗集》卷二十三《闻李辰山藏书多归竹垞》诗云：“万卷又增三箧富，千金直化两蚨飞。平生谬托知己在，恨不从渠借一瓻。”
6. ↑   《鹤徵前录》：“朱彝尊字锡鬯，号竹垞，晚号小长芦钓鱼师，又号金风亭长，浙江秀水人。明太传国祚曾孙 著有《经义考》、《日下旧闻》、《曝书亭集》。”注云：“先生又有《瀛洲道古录》、《五代史注》、《禾录》诸书，俱属稿未成。”

## 延伸阅读
[在维基数据编辑]
 在维基文库阅读此作者作品（ 在维基共享资源阅览影像）
 《清史稿/卷484》，出自趙爾巽《清史稿》